# جمعية علماء الدين المجاهدين

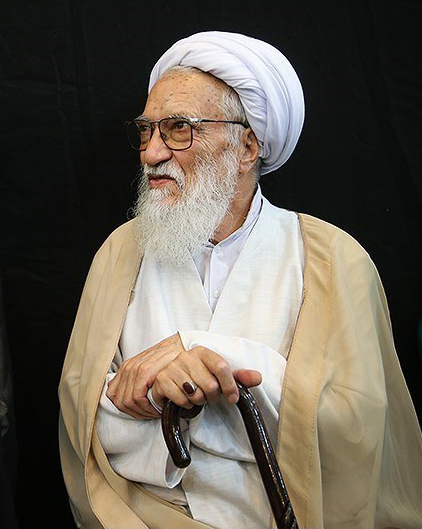
آيةالله محمد علي موحدي کرماني الأمين العام للحزب

جمعية علماء الدين المجاهدين (بالفارسية: جامعه روحانیت مبارز) هي مجموعة أصولية دينية وسياسية وثقافية وسياسية واجتماعية نشطة في إيران، ولكن ليست حزبا سياسيا بالمعنى التقليدي للكلمة، وكان الحزب الأغلبية في البرلمانات الرابعة والخامسة بعد الثورة الإسلامية. وهي واحدة من أكبر الفصائل السياسية في إيران.
کان آية الله محمد رضا مهدوي كني الأمين العام للجمعية حتی ديسمبر 2013، وبعد وفاته طرحت خيارات مثل آية الله محمد علي موحدي كرماني، أكبر هاشمي رفسنجاني، علي أکبر ناطق‌ نوري، حسن روحاني، لتقلد منصب الأمانة العامة للجمعية. وأخيرا في اجتماع عقد في 2 ديسمبر 2014 من أفراد الجمعية اختير آية الله محمد علي موحدي کرماني بالإجماع لتولى منصب الأمانة العامة لجمعية علماء الدين المجاهدين.

## تاريخ
بعد انتفاضة 15 خرداد في إيران التي قامت احتجاجًا على إلقاء القبض على آية الله روح الله الموسوي الخميني وقمع المتظاهرين، عرف الثوار بأنهم محتاجون إلی منظمة متماسكة. في عام 1978، وبتأکيد روح الله الخميني ودعم من مرتضى المطهري، تشكلت أول نواة جمعية رجال الدين المجاهدين. وكانت الجمعية إلى حد كبير مسئولة عن تخطيط المسيرات والخطب في المساجد، وإعداد الشعارات، وتنسيق وتنظيم النضال ضد النظام البهلوي.

### فترة ما بعدالثورة الإسلامية
کانت جمعية رجال الدين المجاهدين واحدة من المجموعات الجمهورية الوحيدة النشطة قبل الحرب بين إيران والعراق. لم يتم توفير «مناخ سياسي حر» في إيران نظرا للظروف الخاصة لزمن الحرب، وكانت جمعية رجال الدين المجاهدين المنظمة السياسية الفاعلة الوحيدة من بعد انحلال الحزب الجمهوري الإسلامي. بعد ظهور الخلافات بين الفصائل في حكومة مير حسين موسوي، تم تقسيم المنظمة، وتشكلت مجمع علماء الدين المجاهدين.
بعد الثورة الإسلامية أصبح جمعية رجال الدين المجاهدين واحدة من المجموعات السياسية الأكثر تأثيرا في إيران بحيث المرشحين الذين تدعمهم الجمعية کانوا قد فازوا في ستة الفترات الأولي من الانتخابات الرئاسية حتی عام 1997.

## مؤسسون وأعضاء المجلس المرکزي
بعض من المؤسسين وأعضاء المجلس المركزي لجمعية رجال الدين المجاهدين في بداية الثورة، هم:
- محمد بهشتي
- مرتضي المطهري
- محمد جواد باهنر
- محمد رضا مهدوي كني
- محمد مفتح
- عباس علي عميد زنجاني
- محمد علي موحدي کرماني
- علي أکبر ناطق‌ نوري

## أهداف
واستنادا إلى النظام الأساسي لجمعية رجال الدين المجاهدين، أهداف الجمعية هي:
- تنظيم رجال الدين الشيعة، نموهم وتعزيزهم
- تعزيز أسس الثورة الإسلامية والدفاع الشامل عن إنجازاتها وتعزيز نظام الجمهورية الإسلامية
- الدعم الكامل من الأفكار السياسية والثقافية للإمام الخميني ومبدأ ولاية الفقيه
- توجيه مختلف قطاعات المجتمع والناشطين السياسيين الاجتماعيين عن طريق تحديد الواجبات الشرعية
- مراقبة أداء سلطات النظام وانتقادهم المتعاطف بهدف تحقيق أصل «النصيحة لأئمة المسلمين»
- التواصل مع رجال الدين من المدارس الدينية الأخرى والتعاون مع جميع المراكز الإسلامية من أجل تحقيق أهداف الدينية
- التفاعل الإيجابي والبناء مع الديانات السماوية من أجل تخفيف معاناة العالم وتحقيق السلام
- تأسيس المؤسسات العامة